# Bożena Mrowińska
Bożena Mrowińska (ur. 11 lutego 1942 w Warszawie, zm. 15 grudnia 2014 w Konstancinie-Jeziornie) – polska aktorka teatralna, filmowa i telewizyjna, wykonawczyni poezji śpiewanej.

## Życiorys
Ukończyła studia w Akademii Teatralnej im. Aleksandra Zelwerowicza w Warszawie. W 1967 zadebiutowała w Teatrze im. Wojciecha Bogusławskiego w Kaliszu rolą Laury w „Kordianie” w reżyserii Aliny Obidniak. Z początkiem lat 70. przeprowadziła się do Lublina, gdzie występowała w tamtejszej Operetce oraz w Teatrze im. Juliusza Osterwy. W 1972 wystąpiła gościnnie w Bałtyckim Teatrze Dramatycznym im. Juliusza Słowackiego w Koszalinie, w spektaklu „Kram z piosenkami” w reżyserii Barbary Fijewskiej. W następnych latach była aktorką Teatru Dramatycznego im. Jerzego Szaniawskiego w Płocku (1977–1985), Teatru Dramatycznego w Wałbrzychu (1985–1990) i Teatru im. Aleksandra Fredry w Gnieźnie (1990–2002). Karierę filmową rozpoczęła w 1976 występując w roli więźniarki z obozu w Majdanku w filmie psychologicznym Zagrożenie.
Była lauretką nagród Srebrnej (1988) i Złotej (1990) Iglicy, a w 1980 została odznaczona Brązowym Krzyżem Zasługi.
Ostatnie lata życia spędziła w Domu Aktora w Skolimowie. Zmarła 15 grudnia 2014, została pochowana w kwaterze artystów cmentarza w Skolimowie.

## Filmografia
- 1976: Zagrożenie, jako więźniarka
- 2005: Egzamin z życia, jako kobieta z kotem
- 2007: Mamuśki, jako Barbara
- 2008: Agentki, jako emerytka
- 2008: Wydział zabójstw, jako dyrektorka domu dziecka
- 2008: Jeszcze nie wieczór, jako Renata
- 2009: Przystań, jako Irena
- 2009: Tam i z powrotem, jako doktor Ovra
- 2011: Instynkt, jako sąsiadka Wijasów
- 2011: Rezydencja, jako Krystyna
- 2012: Prawo Agaty, jako emerytka